# Algidia
Algidia is een geslacht van hooiwagens uit de familie Triaenonychidae.
De wetenschappelijke naam Algidia is voor het eerst geldig gepubliceerd door Hogg in 1920. 

## Soorten
Algidia omvat de volgende 8 soorten:
- Algidia akaroa
- Algidia chiltoni
- Algidia hoggi
- Algidia homerica
- Algidia interrupta
- Algidia marplesi
- Algidia nigriflavum
- Algidia viridata